# Співучасник (фільм)
«Співучасник» (англ. Collateral) — американський фільм 2004 року у жанрі кримінального трилера.

## Сюжет
Таксист Макс відвозить прокурора Ені Фаррел на роботу до управління юстиції. Дорогою вона розповідає про свою справу, а він, своєю чергою, ділиться своєю мрією про компанію винайму лімузинів в оренду. Коли вони під'їжджають до будинку юстиції, Ені залишає Максові свою візитівку. За мить до машини сідає чоловік на ім'я Вінсент (Том Круз), який до цього обмінявся портфелями із незнайомцем (якого зіграв Джейсон Стейтем: манера гри якого дуже схожа на роль Френка Мартіна) у Лос-анджелеському аеропорту.
Невдовзі Макс розуміє: цей пасажир — найманий вбивця. За цю ніч він повинен застрелити п'ятьох людей.

## У ролях
| Актор              | Роль                 |
| ------------------ | -------------------- |
| Том Круз           | Вінсент              |
| Джеймі Фокс        | Макс Дюрочер         |
| Джада Пінкетт-Сміт | Енні Фаррелл         |
| Марк Раффало       | Рей Фаннінг          |
| Пітер Берг         | Річард Вейднер       |
| Брюс Макгілл       | Френк Педроса        |
| Ірма П. Холл       | Іда Дюрочер          |
| Хав'єр Бардем      | Фелікс Рейєс-Торрена |
| Пол Адельштейн     | Фед                  |
| Джейсон Стейтем    | чоловік в аеропорту  |

## Пісні, що звучать у фільмі
| №   | Композиція                             | Виконавець                           | Час (хв.) |
| --- | -------------------------------------- | ------------------------------------ | --------- |
| 1.  | «Briefcase»                            | Tom Rothrock                         | 2:07      |
| 2.  | «The Seed (2.0) [Extended Radio Edit]» | The Roots Feat. Cody Chesnutt        | 4:13      |
| 3.  | «Hands of Time»                        | Groove Armada                        | 4:19      |
| 4.  | «Guero Canelo»                         | Calexico                             | 3:00      |
| 5.  | «Rollin' Crumblin»                     | Tom Rothrock                         | 2:21      |
| 6.  | «Max Steals Briefcase»                 | Джеймс Ньютон Говард                 | 1:48      |
| 7.  | «Destino De Abril»                     | Green Car Motel                      | 5:15      |
| 8.  | «Shadow on the Sun»                    | Audioslave                           | 5:43      |
| 9.  | «Island Limos»                         | Джеймс Ньютон Говард                 | 1:33      |
| 10. | «Spanish Key»                          | Майлз Девіс                          | 2:25      |
| 11. | «Air»                                  | Klazz Brothers Feat. Cuba Percussion | 5:46      |
| 12. | «Ready Steady Go (Korean Style)»       | Пол Окенфолд                         | 4:48      |
| 13. | «Car Crash»                            | Антоніо Пінто                        | 2:19      |
| 14. | «Vincent Hops Train»                   | Джеймс Ньютон Говард                 | 2:02      |
| 15. | «Finale»                               | Джеймс Ньютон Говард                 | 2:18      |
| 16. | «Requiem»                              | Антоніо Пінто                        | 1:56      |

## Нагороди та номінації
2005 Премія «Оскар»
- Номінація — чоловіча роль другого плану — Джеймі Фокс
- Номінація — монтаж фільму — Джил Міллер, Пол Рубелл

2005 Британська академія телебачення і кіномистецтва BAFTA
- Перемога — робота оператора — Діон Бібі, Пол Камерон
- Номінація — чоловіча роль другого плану — Джеймі Фокс
- Номінація — премія Девіда Ліна «за досягнення в режисурі» — Майкл Манн
- Номінація — монтаж фільму — Джил Міллер, Пол Рубелл
- Номінація — оригінальний сценарій — Стюарт Бітті
- Номінація — найкращий звук

2005 «Золотий глобус»
- Номінація — чоловіча роль другого плану — Джеймі Фокс

2005 Академія наукової фантастики, фентезі та фільмів жахів премія «Сатурн»
- Номінація — чоловіча роль — Том Круз
- Номінація — найкращий режисер — Майкл Манн
- Номінація — пригодницький фільм/бойовик/трилер
- Номінація — сценарій — Стюарт Бітті

## Цікаві факти
- Зйомки були заплановані в Мангеттені, проте режисерові Майклу Маннові не сподобалося це місце, і він вирішив відзняти весь матеріал в Лос-Анджелесі.
- Для того, щоб допомогти Томові Крузу і Джемі Фоксові якнайкраще зіграти свої ролі, Майкл Манн написав біографії Вінсента і Макса, де детально розповів про той чи інший етапи життя персонажа.
- Френк Дарабонт написав чорнову версію сценарію ще у вересні 2000 року. Однак згодом його сценарій був істотно перероблений.
- Коли Макс і Вінсент відвідують маму Макса в лікарні, вона говорить, що Макс «може стояти напроти дзеркала і розмовляти з самим собою». Беручи до уваги, що Макс — водій таксі, дана фраза — посилання на сцену «Ти зі мною говориш?» з «Таксиста» (1976).
- На одній із фотографій у палаті Айди зображена Міша Бартон. На двох інших фотографіях — кадри із серіалів «Фірмовий рецепт» (1998) та «Сестра, Сестра» (1994).
- За словами Майкла Манна, Вінсент здатний розчинитися в натовпі, бути абсолютно непомітним серед безлічі людей. Під час підготовки до своєї ролі Том Круз працював кур'єром «FedEx», доставляючи посилки на один із ринків Лос-Анджелеса. Ніхто його не впізнав.
- Після трьох тижнів зйомок оператор Пол Камерон покинув проєкт через творчі розбіжності. Майкл Манн замінив його Діоном Бібі.
- Фільм починається в аеропорту і закінчується в метро. Кінострічка 1995 року «Сутичка» Майкла Манна починається в метро і закінчується в аеропорту.
- Перед тим як Майкл Манн зайняв режисерське крісло, продюсери пропонували поставити фільм Спайку Лі, Мартіну Скорсезе, Фернанду Мейрелліш і Стівену Спілбергу.
- Том Круз проходив підготовку з поводження зі зброєю під керівництвом Міка Гулда. Майкл Манн також тренувався у стрільбі з різних видів зброї, аби зрозуміти, як найкраще зняти екшн-сцени.
- Вінсент використовує такі речі: флешку PNY Attaché, комп'ютер HP TC-1100 tablet PC, сонцезахисні окуляри — Silhouette 4048, телефон Nokia 6800. Пістолет, який використовує Вінсент у джаз-клубі, — Ruger Mk III.22. Інший його пістолет — Heckler and Koch USP .45 ACP.
- У фільмі оперативна група агентів ФБР складається зі справжніх офіцерів оперативних підрозділів ФБР, адміністрації з контролю за дотриманням законів про наркотики та поліції Лос-Анджелеса.
- Прізвище Макса — Дурошер (англ. Durocher). Його повне ім'я можна дізнатися, звернувши увагу на його картку водія.
- Події фільму відбуваються 24—25 січня 2004 року. Ближче до кінцівки фільму на дисплеї в метро можна помітити напис: «Сьогодні 25 січня. Час 5:40 ранку». Також у фільмі містяться інші посилання на час: 21:30 — на дисплеї «Fare reader» Макса, перед тим як Вінсент вбиває свою другу жертву. 22:00 — коли агент Феннінг дзвонить своєму колезі з моргу. 2:20 — агенти ФБР їдуть до клубу. 4:47 — коли Макс дзвонить Енні по стільниковому телефону з даху багатоповерхового гаража.
- Вінсент убиває 12 осіб.
- Одна з небагатьох картин без початкових титрів. Щобільше, глядачі, які випадково потрапили на перегляд, не знатимуть і назви, оскільки всі титри починаються лише після закінчення фільму з напису «Режисер Майкл Манн».
- Близько 80 % сцен картини знімалися на цифрову відеокамеру, тому що в основному розвиток сюжету відбувається в темний час доби.